# Lagesensor
Lagesensoren (auch Lageregelungssensoren) werden in der Raumfahrttechnik verwendet und sind essentieller Teil der Lageregelung in fast jedem größeren Satelliten oder Raumfahrzeug (s/c). Sie stellen mittels Messungen von Referenzfeldern oder Referenzpunkten (z. B. Erdmagnetfeld oder Sterne) die Lage und Orientierung eines Satelliten im 3-dimensionalen Raum, meistens relativ zur Erde fest. Diese Informationen werden daraufhin von weiteren Lageregelungskomponenten wie Aktoren oder Torqrods dazu verwendet, die Lage und die Position des Satelliten zu stabilisieren oder zu verändern.

## Bahn- und Lagekontrollsystem eines Raumfahrzeugs

### Funktion
Lagesensoren sind Komponenten des Bahn- und Lagekontrollsystems eines Raumfahrzeugs, auch ADCS (engl. Attitude Determination and Control System) oder AOCS (engl. Attitude and Orbit Control System) genannt. Dieses ist verantwortlich für die Ausrichtung des Satelliten relativ zu einem Referenzpunkt (Lagekontrolle), z. B. einem Punkt auf der Erdoberfläche, sowie für die Stabilisierung, bzw. Veränderung seiner aktuellen Umlaufbahn, des sogenannten Orbits.

### Komponenten
Bahn- und Lagekontrollsysteme bestehen hauptsächlich aus:
- Lagesensoren zur Lage- und Positionsbestimmung
- Momenten- und krafterzeugende Einheiten (z. B. Aktoren) zur Bahn- und Lageveränderung
- Telemetrie- und Kommandoschnittstelle
- Recheneinheit

## Sensortypen
Die wichtigsten Typen von Lagesensoren sind:
- Sternsensoren
- Sonnensensoren
- Erdsensoren, Horizontsensor
- Global Positioning System (GPS)
- Magnetometer
- Gyroskope

Jeder Sensorentyp verfügt über spezifische Vor- und Nachteile. In der Praxis werden heute aufgrund der hohen Genauigkeit hauptsächlich Sternsensoren, meist in Kombination mit Sonnensensoren und einem Fluxgate-Magnetometer, auf Satelliten verwendet.

### Sternsensor
Sternsensoren machen Abbildungen des Sternenhimmels und vergleichen die geometrische Anordnung der aufgenommenen Sterne mit einer internen Datenbank. Durch Auswertung dieses Vergleichs kann mit geeigneten Algorithmen daraufhin eindeutig die Lage eines Satelliten relativ zum Sternenhimmel bestimmt werden.

### Sonnensensor
Sonnensensoren bestimmen die Lage eines Satelliten relativ zur Sonne. Dies ist grundsätzlich nur möglich, wenn sich die Sonne im Sichtfeld (FOV) des Sensors befindet. Man unterscheidet digitale und analoge Sonnensensoren.

### Erdsensor
Erdsensoren bestimmen die Lage eines Satelliten relativ zur Erde. Aufgrund der mangelnden Genauigkeit, vor allem aufgrund des Albedo-Einflusses, werden Erdsensoren immer mehr von den genaueren, aber teureren Sternsensoren verdrängt.

### GPS
GPS wird auf Satelliten zur Positionsbestimmung verwendet. Eine weltraumtaugliche GPS-Einheit besteht meistens aus 2 Komponenten: Dem Empfänger und der Antenne. Der Genauigkeitsrahmen der Positionsbestimmung liegt üblicherweise im Bereich von 100 Metern.

### Magnetometer
Ein Magnetometer bestimmt die Richtung sowie die Stärke des Erdmagnetfelds. Mit Hilfe dieser Daten wird unter anderem die Lage relativ zur Erde festgestellt. Die übliche Bauart für Weltraumanwendungen ist die des Fluxgate-Magnetometers.

### Gyroskop (Drehratensensoren)
Gyroskope oder Kreisel bestimmen die Drehrate eines Satelliten im Vergleich zu seinem Inertialzustand. Man unterscheidet mechanische Kreisel und – modernere – optische Kreisel, in den letzten Jahren finden auch zunehmend faseroptische Kreisel (Laserkreisel) Anwendung.

## Anwendung
Lagesensoren werden sowohl bei erdnahen als auch bei geostationären Satelliten verwendet. Auch bei interplanetaren Missionen, beispielsweise Mars Express, finden derartige Sensoren Anwendung.

## Hersteller
Ein führender Anbieter von Lagesensoren ist das Thüringer Unternehmen Jena-Optronik GmbH.